# Operation Imposing Law
Bei der Operation Imposing Law, auch bekannt als Operation Law and Order, handelte es sich um eine Sicherheitsoffensive, die gemeinsam von Koalitionsstreitkräften und irakischen Sicherheitskräften in Bagdad durchgeführt wurde. Im Zuge der Pläne für die „Surge“-Truppenaufstockungen wurde Bagdad in neun Sicherheitszonen aufgeteilt, die dann alle von sunnitischen Aufständischen sowie schiitischen Milizen gesäubert werden sollten. Zudem sollten dort Sicherheitsstellungen für künftige Operationen aufgebaut werden, die zudem die Wiederaufbauprojekte schützen sollten. Der US-Kommandant im Irak, General David Petraeus, ging so weit, zu sagen, dass der Irak „verdammt“ sei, wenn dieser Plan fehlschlage. Diverse amerikanische Kongressabgeordnete haben die Operation als wichtige Phase der US-Präsenz im Irak bezeichnet.

## Hintergrund und Planung
Am 10. Februar 2007 hatte General David Petraeus den vorherigen Kommandanten der Multi-National Force Iraq, General Casey, abgelöst. Fast zeitgleich wurde zudem Admiral William Fallon neuer CENTCOM-Befehlshaber. Die Operation wurde vom irakischen General Abboud Qanbar, einem Veteranen der ersten beiden Golfkriege, geleitet. Er war jedoch nur eine Kompromisslösung, da der erste Vorschlag des irakischen Ministerpräsidenten Nouri al-Maliki von der US-Armee abgelehnt worden war. Am ersten Tag der Operation wurden in Bagdad neue Kontrollpunkte errichtet und verstärkt Fahrzeugkontrollen durchgeführt. Zudem begannen erste Patrouillen durch einige Stadtteile. Die Einheiten sollten von Stadtteil zu Stadtteil vorrücken, um der Gewalt durch die Aufständischen in der 6-Millionen-Metropole Einhalt zu gebieten. Die Operation wurde zuerst als Operation Imposing Law bezeichnet, später wurde der Name jedoch fallen gelassen, da die Abkürzung O. I. L. doch zu sehr an die Kritik vieler Organisationen erinnerte, die USA hätten den Irak nur zur Ausbeutung seiner Öl-Vorräte besetzt.
Geplantes Vorgehen
Auf einer Pressekonferenz am 16. Februar 2007 beschrieb der US-General Joseph Fil die Operation folgendermaßen:

„This new plan involves three basic parts: clear, control and retain. The first objective within each of the security districts in the Iraqi capital is to clear out extremist elements neighborhood by neighborhood in an effort to protect the population. And after an area is cleared, we’re moving to what we call the control operation. Together with our Iraqi counterparts, we’ll maintain a full-time presence on the streets, and we’ll do this by building and maintaining joint security stations throughout the city. This effort to re-establish the joint security stations is well under way. The number of stations in each district will be determined by the commanders on the ground who control that area. An area moves into the retain phase when the Iraqi security forces are fully responsible for the day-to-day security mission. At this point, coalition forces begin to move out of the neighborhood and into locations where they can respond to requests for assistance as needed. During these three phrases, efforts will be ongoing to stimulate local economies by creating employment opportunities, initiating reconstruction projects and improving the infrastructure. These efforts will be spearheaded by neighborhood advisory councils, district advisory councils and the government of Iraq.“

Die Operation war im Rahmen von The Surge mit einer massiven personellen Verstärkung der Besatzungstruppen und verbündeter irakischer Einheiten hinterlegt. Ende 2006 umfassten diese Truppen rund 49.700 Mitglieder, etwa ein Verhältnis von 1:100 zur Stadtbevölkerung. 2007, mit voller Umsetzung von The Surge, erreichte die Truppenstärke 90.000 und ein Verhältnis von 1:56 zur Bevölkerung.

## Die Operation
Im Rahmen des Bagdad Security Plan (BSP) errichteten Koalitionstruppen Stellungen an wichtigen zentralen Orten in Bagdad und nahmen eine Reihe von Verdächtigen fest.
Die neun Sicherheitszonen entsprechen den jeweiligen Verwaltungsbezirken und sind folgende: Adhamiyah, Karkh, Karadah (Kharadah), Kadhimyah, Mansour, Sadr City (Thawr), Rasheed, Rusafa und Tisa Nissan.
Auch als Joint Security Sites bekannt, werden diese Posten von irakischem Militär und irakischer Polizei besetzt und dienen der Kontrolle der jeweiligen Bezirke. Nach Aussage eines US-Generals vom 12. April 2007 gebe es in Bagdad bereits 54 aktive dieser Stellungen, die Zahl sollte noch weiter bis auf 75 erhöht werden.

### Februar
Am zweiten Tag der Operation drangen US-Truppen und irakische Einheiten weiter in sunnitische Hochburgen in einigen Stadtteilen Bagdads vor. Im Doura-Distrikt kam es dabei zu Verzögerungen, weil diverse Autobomben gezündet wurden. Bei einem Zwischenfall kamen dabei 4 Zivilisten ums Leben, als ein Sprengsatz nahe einer US-Patrouille explodierte. Da die Operation zunächst nur geringen Widerstand hervorrief, bezeichnete der irakische Ministerpräsident sie bereits als „brillanten Erfolg“. Es kam bereits spürbar zu einer Abnahme der Gewalt in Bagdad, allerdings waren die US-Generäle bei ihrer Bewertung in dieser frühen Phase der Operation noch sehr vorsichtig, da man die Langzeitwirkung noch nicht abschätzen konnte.
Am 17. Februar gab ein Sprecher der irakischen Regierung bekannt, dass die Zahl der Überfälle und Morde in Bagdad bereits um 80 % gefallen sei. Er fügte hinzu, dass zudem deutlich weniger Leichen pro Tag gefunden würden als zuvor. Früher seien es bis zu 50 am Tag gewesen, jetzt nur noch etwa 20 in 48 Stunden.

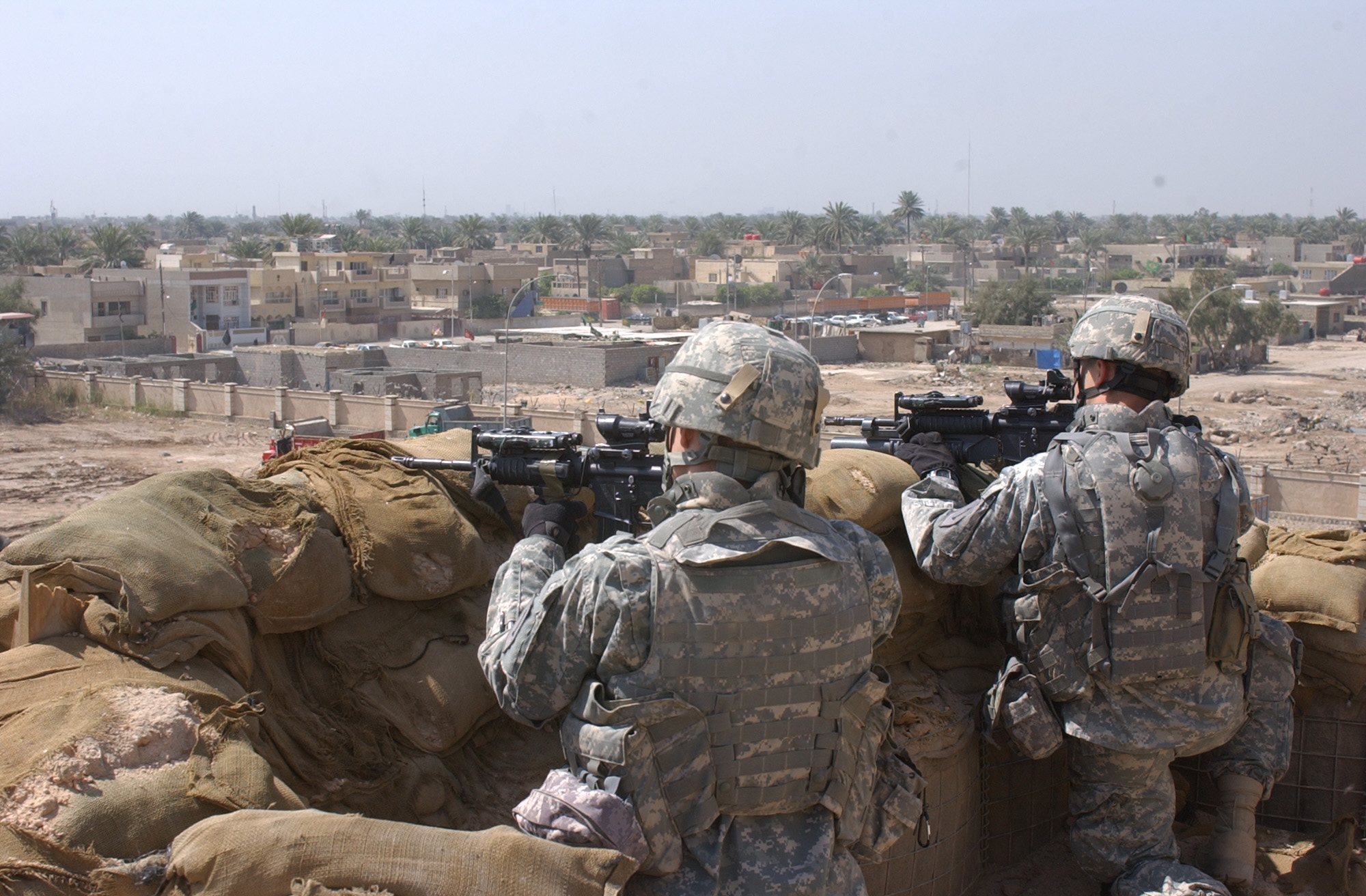
US-Soldaten sichern ein Dach in Bagdad während der Operation Imposing Law

Am 18. Februar kam es zum ersten schweren Anschlag seit Beginn der Operation, bei einer Explosion auf einem belebten Markt kamen 63 Menschen ums Leben. In den nächsten Tagen führten die Aufständischen weitere Gegenschläge durch, unter anderem wurde bei einem Angriff ein US-Kontrollposten zerstört, wobei zwei US-Soldaten starben und 29 verletzt wurden.
Am 24. Februar gab der irakische Premierminister bekannt, dass bereits über 400 Aufständische getötet worden waren. Dies stand jedoch in einem Widerspruch zum Statement eines irakischen Generals, der zuvor von 42 Toten und 246 Gefangenen gesprochen hatte. Am selben Tag überfielen Aufständische einen Kontrollpunkt und töteten dabei acht irakische Polizisten. Zudem gab es zwei Autobombenanschläge.
Einen Tag später tötete eine weibliche Selbstmordattentäterin auf dem Gelände der Universität Mustansiriyah 41 Menschen, zudem wurde ein schiitischer Stadtteil mit Raketen beschossen, wobei mehr als 12 Menschen starben. Der Anführer der Mahdi-Armee, Muqtada as-Sadr, die ebenfalls Ziel der Operation war, sprach davon, dass die Anschläge weitergehen würden und die Sicherheitsoffensive zum Scheitern verurteilt sei.
Am 25. Februar kam es zu schweren Kämpfen zwischen der irakischen Armee und Aufständischen, dabei fielen 13 irakische Soldaten und 11 Aufständische. Weitere 219 Verdächtige konnten jedoch festgenommen werden.
Am nächsten Tag demonstrierten die Aufständischen erneut ihre Macht, als eine Bombe unter dem Rednerpult explodierte, an dem der irakische Vizepräsident eine Rede hielt. Die Bombe verfehlte ihn nur um etwa eine Minute, er hatte seine Rede gerade beendet. Es starben jedoch 10 Zivilisten bei der Explosion.

### März
Am 3. März 2007 wurde ein irakischer General von Aufständischen entführt. Dieser sollte in den nächsten Monaten den Posten des irakischen Verteidigungsministers übernehmen. Er war bereits zu Zeiten Saddam Husseins General gewesen. Einen Tag später konnte er jedoch befreit werden, als irakische Truppen das Haus stürmten, in dem er festgehalten wurde.
Am 4. März betraten US-Truppen und irakische Kräfte zum ersten Mal den Stadtteil Sadr-City, die Hochburg der Mahdi-Armee.
Am 5. März tötete ein Selbstmordattentäter auf einem Büchermarkt 38 Menschen und verletzte 105 weitere.
Am 7. März gab das Pentagon bekannt, weitere 2200 Militärpolizisten nach Bagdad zu senden, um mit der zunehmenden Zahl von Gefangenen fertigzuwerden. Am selben Tag starben bei einem Anschlag auf einen Polizeiposten 12 Polizisten und 10 Zivilisten.

Am 8. März gab General Petraeus bekannt, es gebe keine reine militärische Lösung für das Problem der Aufständischen. Er sagte weiter, dass auch eine politische Lösung angestrebt werden müsse und der Prozess der Friedensstabilisierung Monate dauern werde.

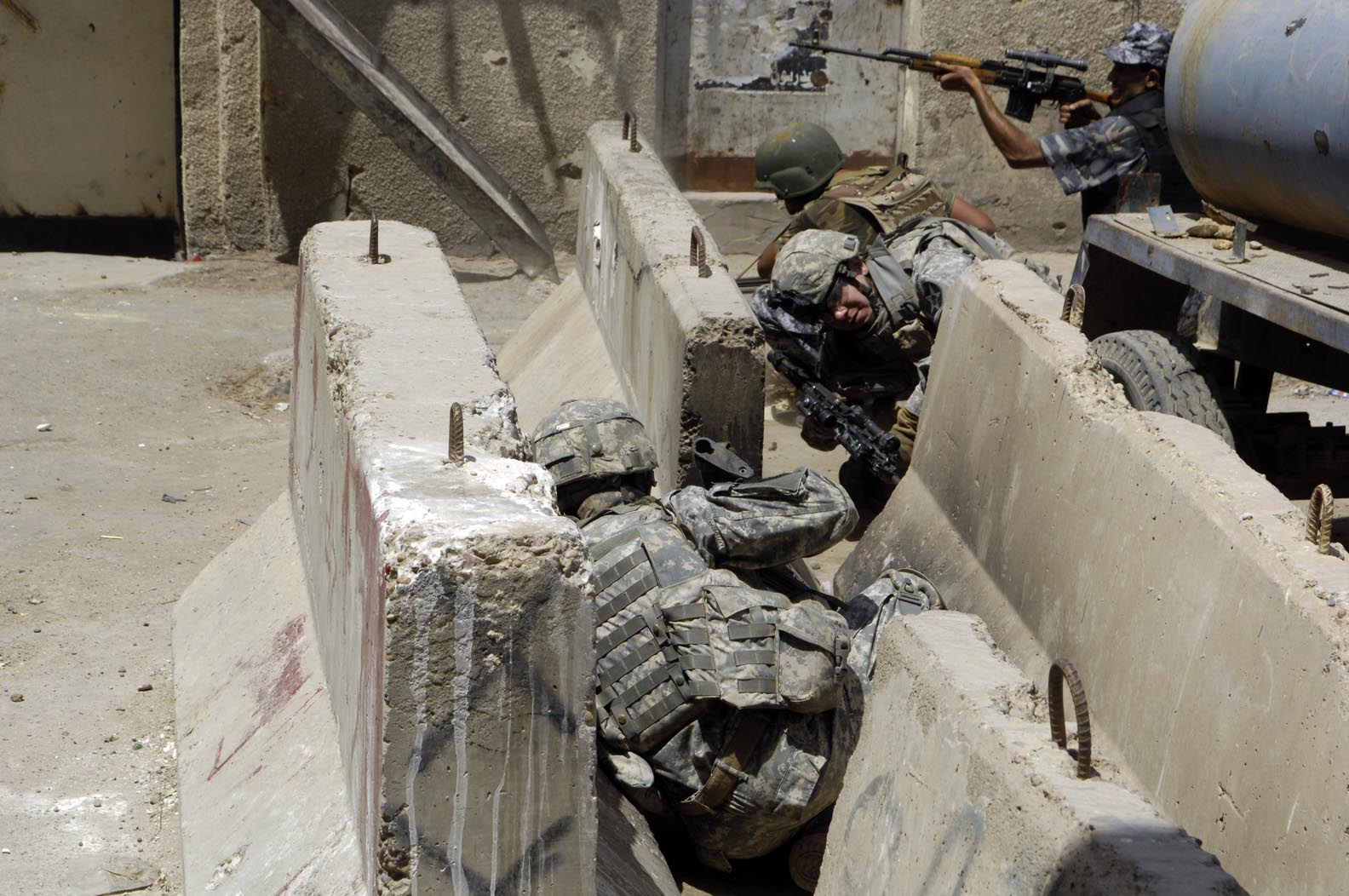
US-Truppen suchen Deckung während eines Schusswechsels in dora, Bagdad

Am 14. März wurde durch das irakische Militär bekanntgegeben, dass seit Beginn der Operation in Bagdad 265 Zivilisten getötet worden seien. Im Monat vor der Operation waren es noch über 1440 gewesen. Zudem sei eine spürbare Verringerung der Anschläge und Entführungen gäbe. Mörserangriffe hätten sich zwar um 50 % verringert, allerdings würden Sprengfallen weiterhin sehr intensiv eingesetzt. Alles in allem könne man anhand der Statistiken allerdings eine Wirksamkeit der Operation erkennen.
Bis zum 17. März waren insgesamt 15 Sicherheitsstationen, die von US-Truppen und Irakern gemeinsam besetzt waren, eingerichtet worden. Weitere 15 Stationen sind in Planung. Eine der Stationen war jedoch bereits kurz nach Beginn der Operation zerstört worden, drei weitere wurden von Aufständischen belagert. Es gab Zeitungsberichte über die gefährliche Lage in diesen Stützpunkten. Am folgenden Tag wurden mehrere Artilleriegeschosse auf das Büro des irakischen Ministerpräsidenten abgefeuert, die fast den Ministerpräsidenten und den UN-Generalsekretär Ban Ki-moon getötet hätten.

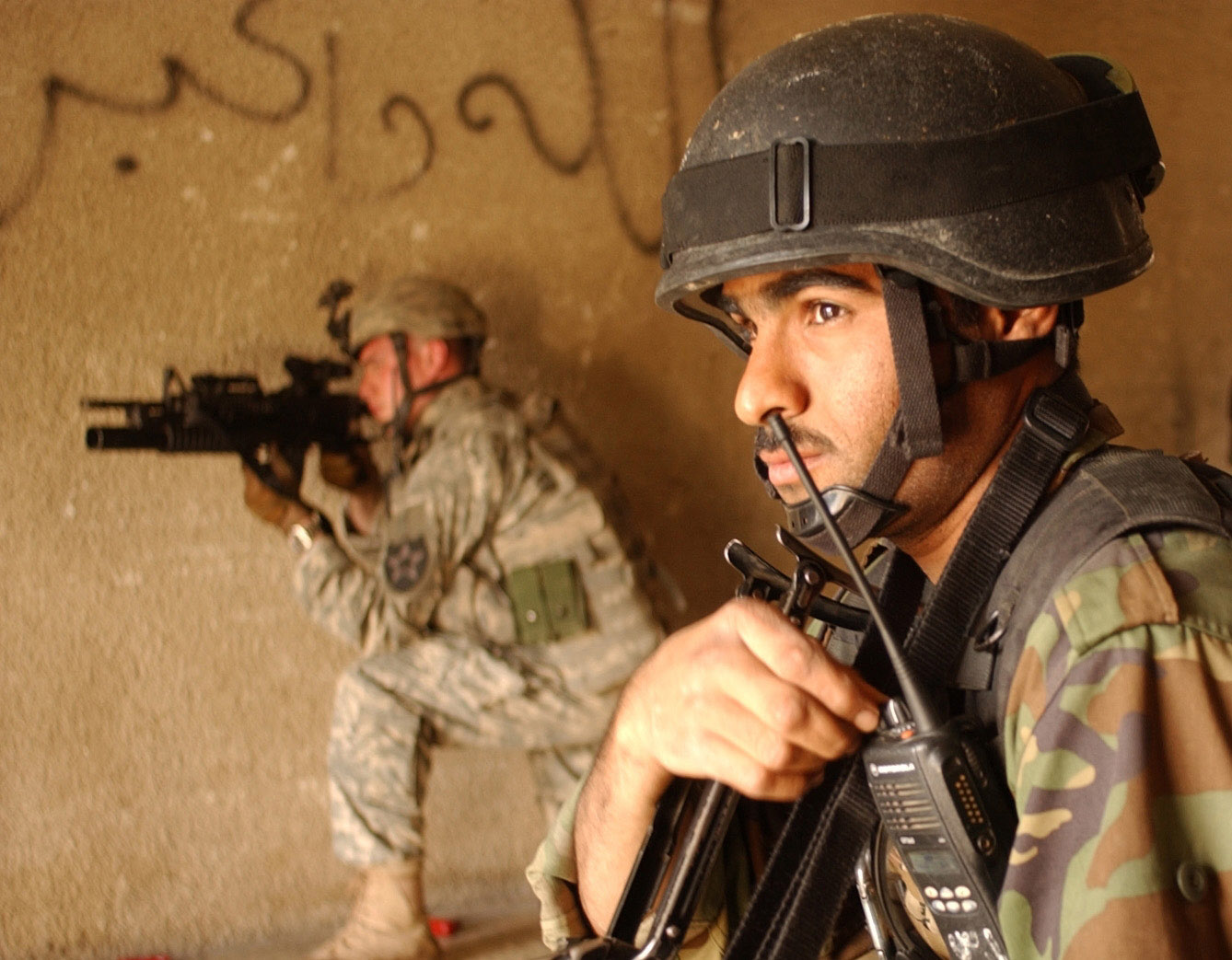
US-Soldat mit irakischem Soldaten auf Patrouille

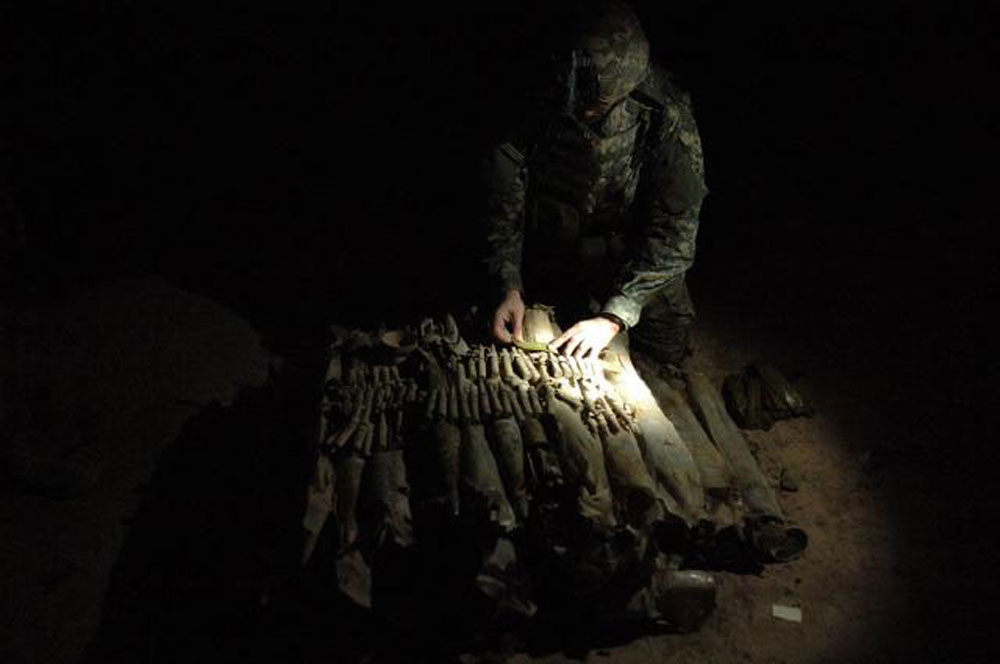
Waffenfund durch US-Soldaten am 31. März 2007

Am 23. März wurde der Stellvertreter des Ministerpräsidenten bei einem Selbstmordanschlag auf eine Moschee schwer verletzt. Es wird vermutet, dass auch an diesem Angriff, ebenso wie beim Anschlagsversuch auf den Vizepräsidenten im vorherigen Monat, Insider beteiligt waren.
Am 24. März wurde ein schwerer Autobombenanschlag auf eine Polizeiwache in Bagdad verübt, wobei 33 Polizisten ums Leben kamen. Am nächsten Tag kam es zu schweren Kämpfen, bei denen weitere 12 irakische Sicherheitskräfte ums Leben kamen. 6 Aufständische wurden dabei getötet. Am selben Tag begannen zudem starke Mörserangriffe auf die sogenannte Grüne Zone. Es handelt sich um die bislang präzisesten und stärksten Angriffe auf die Grüne Zone seit Beginn des Krieges. Während der mehrere Tage dauernden Angriffe kamen ein amerikanischer Soldat sowie ein Söldner ums Leben, weitere 15 Menschen wurden teilweise schwer verletzt.
Bis Ende März waren die Aufständischen weiterhin in der Lage, den Koalitionstruppen und den irakischen Sicherheitskräften schwere Verluste zuzufügen, obwohl von irakischer Seite immer wieder der Erfolg der Operation und die Verbesserung der Sicherheitslage betont wurde. In den 6 Monaten zuvor waren im Schnitt täglich etwa 3 US-Soldaten getötet worden. Im Monat März waren zudem etwa 2400 Zivilisten und 300 irakische Soldaten im ganzen Land getötet worden. Allerdings konnten auch über 1000 Aufständische gefangen genommen werden sowie große Mengen an Waffen sichergestellt werden. Nach Regierungsangaben kehrten bereits tausende Zivilisten aus Flüchtlingslagern zurück nach Bagdad, weil sich die Sicherheitslage verbessert hatte. Zudem würden deutlich weniger Familien pro Tag die Hauptstadt verlassen, statt 350 nur etwa 25 pro Tag. Allerdings wird die Situation in einem Artikel der Zeitung Newsweek etwas anders dargestellt: Bislang seien nur wenige zurückgekehrt, und die meisten nur aufgrund einer von der Regierung angebotenen Geldzahlung in Höhe von 250.000 Dinar.
Zu dieser Zeit waren erst 40 % der Verstärkungen im Irak eingetroffen. Das US-Oberkommando gab bekannt, dass sich die Zahl der Angriffe von Todesschwadronen zwar verringert habe, die Angriffe mit Autobomben und Sprengfallen allerdings weiterhin hoch seien. US-General William Caldwell zeigte sich enttäuscht über die anhaltend starke Gewalt, obwohl die Sicherheitsoffensive bereits seit acht Wochen andauere.

### April
Im April gab es weitere schwere Kämpfe zwischen den US-Truppen und den Aufständischen in Bagdad. Der Schiitenführer Muktada al-Sadr forderte seine Miliz auf, die Angriffe auf irakische Sicherheitseinheiten einzustellen und stattdessen die Angriffe auf die ausländischen Truppen zu verstärken. Bis zum 9. April kamen in diesem Monat bereits 22 US-Soldaten in Bagdad ums Leben, im ganzen Irak 43.
Am 10. April kam es zu den schwersten Kämpfen der Operation, als US-Truppen auf schwer bewaffnete Aufständische im Stadtteil Fadhil trafen. Während einiger Routine-Hausdurchsuchungen eskalierten die Kämpfe. Kampfhubschrauber, die zur Unterstützung herbeigerufen waren, mussten aufgrund des starken Abwehrfeuers umkehren und konnten nur kurz in die Kämpfe eingreifen. Im Laufe des Tages kamen 4 irakische Soldaten, 16 Aufständische und ein Kind ums Leben. 16 US-Soldaten wurden verwundet, mehrere Hubschrauber schwer beschädigt.
Zwei Tage später zerstörte ein Selbstmordattentäter mit seinem Sprengstoff-LKW eine wichtige Brücke im Stadtteil Waziriyah. Die Brücke war zuvor die primäre Route für alle US-Truppen gewesen, die Bagdad in Richtung Norden verließen. Der Tigris war an dieser Stelle nun unpassierbar. Am selben Tag gelang es einem weiteren Selbstmordattentäter, in die Grüne Zone einzudringen und sich im irakischen Parlament in die Luft zu sprengen. Dabei kam ein Abgeordneter ums Leben, weitere sieben wurden schwer verletzt.
Im nun zweiten Monat der Operation wurden am 12. April Zahlen veröffentlicht, nach denen die Zahlen der getöteten Zivilisten in Bagdad von 2871 in den beiden Monaten vor der Operation auf 1.586 zurückgegangen sei. Allerdings kam es in den nächsten 12 Tagen vermehrt zu Mordanschlägen und Autobombenattacken. Allein durch Autobomben waren seit Beginn der Operation in Bagdad bereits 540 Zivilisten getötet worden. Gleichzeitig stieg die Zahl der Toten außerhalb von Bagdad, da sich die Aufständischen zunehmend aus der Stadt zurückziehen mussten. Die Gesamtzahlen für den Irak sanken während der ersten beiden Monate der Operation jedoch um etwa 20 %.

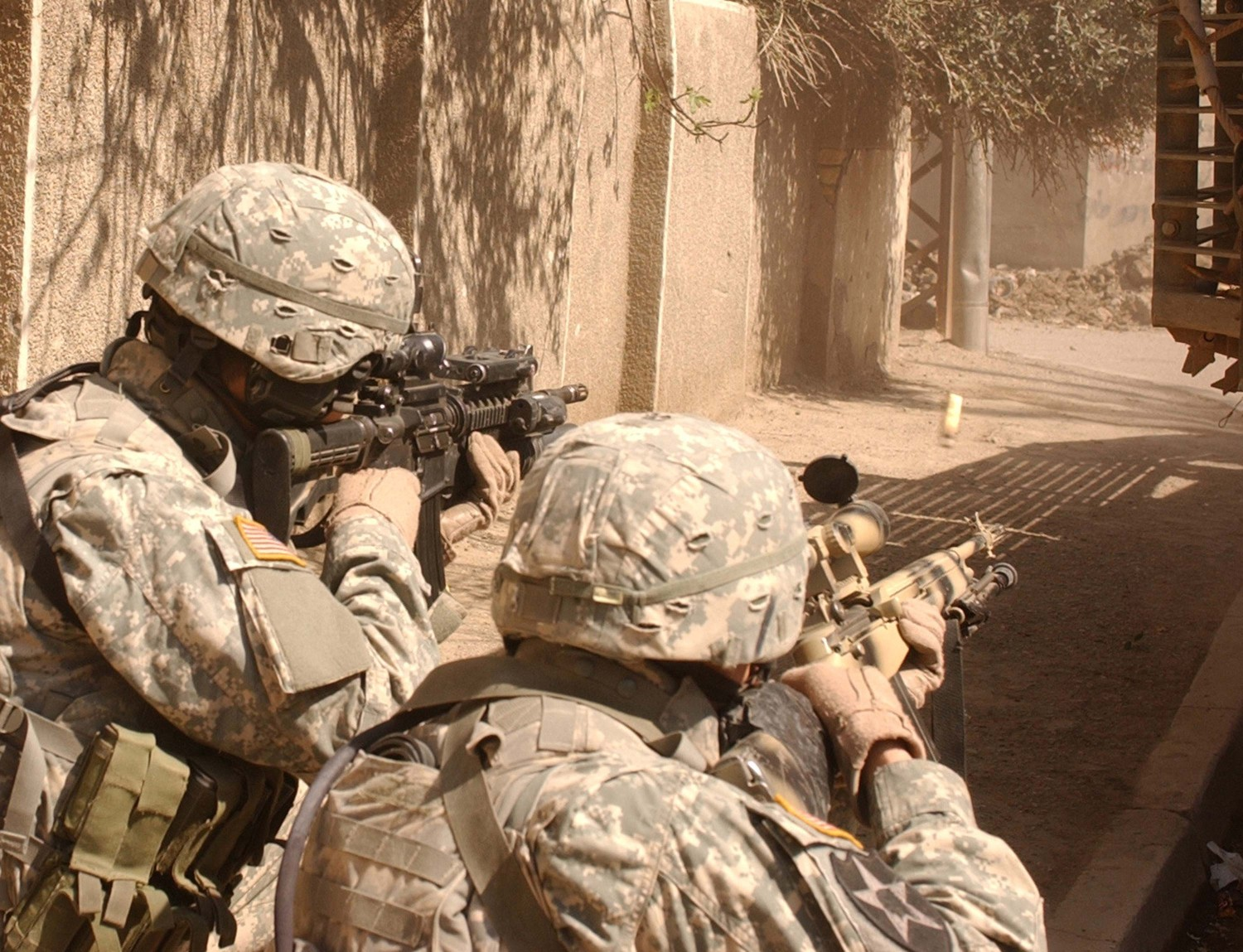
US-Soldaten verteidigen ihren Konvoi in einem Hinterhalt

Am 16. April zogen sich die Kabinettsmitglieder, die der Mahdi-Armee angehörten, auf Befehl von al-Sadr aus der Regierung zurück, da die Sicherheitslage weiterhin schlecht sei und immer noch kein Zeitplan für den amerikanischen Rückzug aufgestellt worden sei. Die Regierung Maliki gab an, sich davon nicht zu Fall bringen zu lassen und neue Vertreter zu wählen, um das irakische Volk zu vereinen.
Am 18. April kam es zu einer Serie von insgesamt 5 Autobombenanschlägen, die hauptsächlich in schiitischen Teilen Bagdads explodierten. 198 Menschen starben, weitere 251 wurden verletzt. Der tödlichste Anschlag dieser Serie ereignete sich im schiitischen Sadriyah-Bezirk auf einem Markt, wo 140 Menschen getötet wurden. Auf Befehl des irakischen Ministerpräsidenten wurde der für diese Bezirk verantwortliche Colonel unter Arrest gestellt. An diesem Tag kamen nach Angaben von Associated Press 240 Menschen ums Leben, der Tag mit den höchsten Opferzahlen, seit diese Statistik im Mai 2005 eingeführt wurde.
Am 25. April berichtete die UN, dass trotz der anfänglichen Erfolge die Zahl der getöteten Zivilisten und die Gewalt in Bagdad nicht abgenommen hätten.
Im Laufe dieses Monats kamen im Irak 300 irakische Sicherheitskräfte, etwa 100 US-Soldaten sowie ca. ein Dutzend britischer Soldaten ums Leben.

### Kämpfe in der Provinz Babil
Mitte April dehnten sich die Kämpfe in Richtung Süden in das sogenannte „Dreieck des Todes“ aus. Es kam dort zu schweren Kämpfen, im Verlaufe eines Monats wurden 20 US-Soldaten getötet sowie drei weitere gefangen genommen. Die Gefangenen wurden kurze Zeit später exekutiert.

### Mai und Juni
Am 2. Mai traf eine weitere US-Brigade mit 3700 Soldaten in Bagdad zur Verstärkung ein.
Einen Tag später trafen mehrere Raketen die Grüne Zone und töteten vier philippinische Angestellte. Am selben Tag wurde auch der Kommandant der 2nd Brigade Combat Team, 82. US-Luftlandedivision, Colonel B.D. Farris durch Schusswaffen verwundet, als er einen Schutzwall begutachtete, der um ein sunnitisches Viertel errichtet worden war.
Vom 1. bis zum 11. Mai wurden in Bagdad und Umgebung 234 Leichen gefunden, 70,8 % mehr als im Vergleichszeitraum aus dem Vormonat. Es wurde ersichtlich, dass die Todesschwadrone nun wieder verstärkt operierten, nachdem sie sich im Februar zurückgezogen hatten.
Am 18. Mai waren US-Truppen an Kämpfen beteiligt, bei denen Azahr al-Dulaimi getötet wurde. Er war der Drahtzieher eines Überfalls in Kerbela im Januar 2007 fünf US-Soldaten getötet worden waren. Vier von Ihnen waren nach kurzer Gefangenschaft hingerichtet worden.

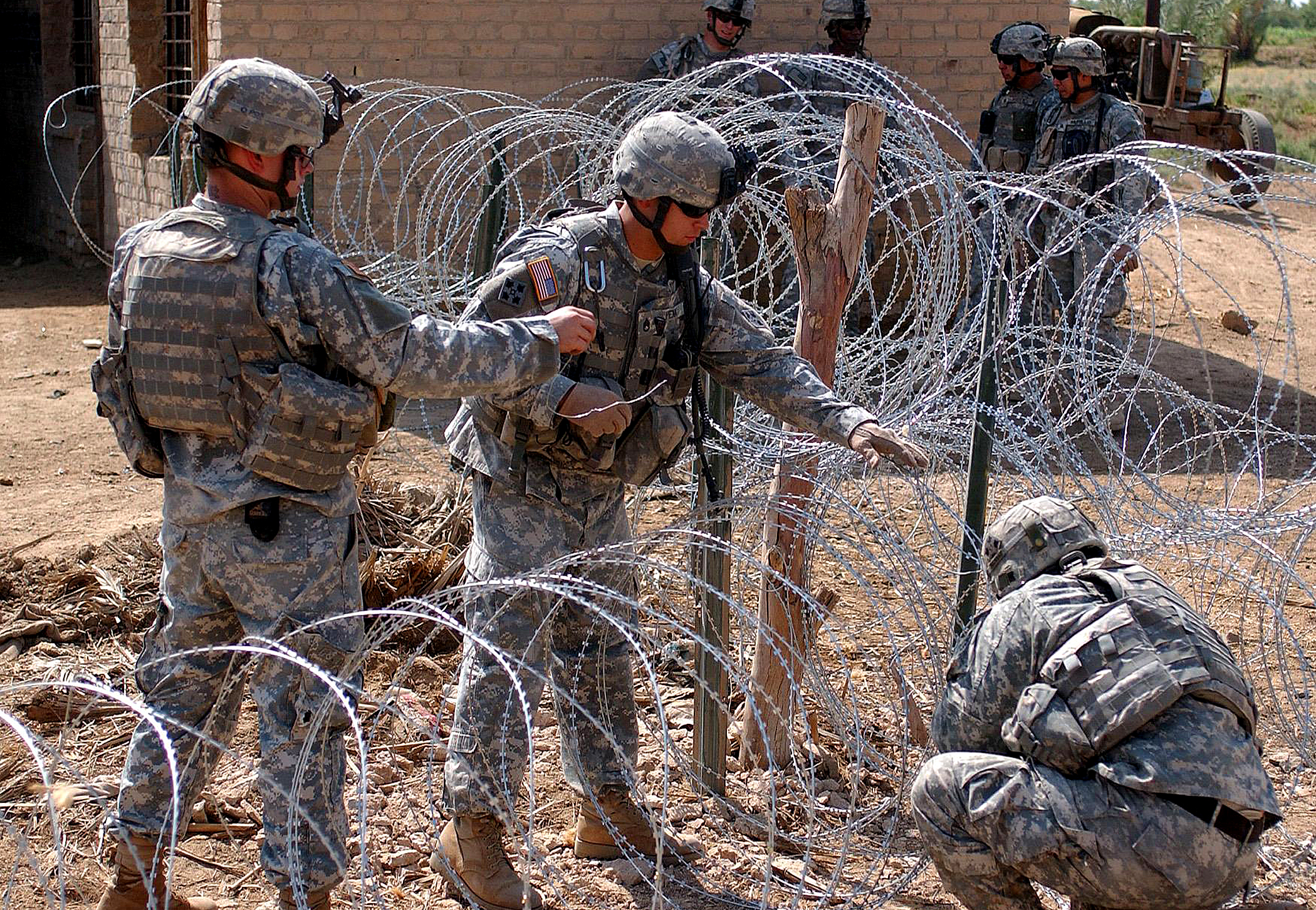
Um ein US-Lager wird ein Sicherheitszaun errichtet

Im Verlauf des Mai starben im Irak 2155 Zivilisten, 30 % mehr als im Vormonat, etwa genauso viele wie im März. Weiterhin starben 335 irakische Sicherheitskräfte sowie 125 Soldaten der Koalition. Dabei handelte es sich bei allen bis auf drei um US-Soldaten.
Am 23. Mai gab der US-Verteidigungsminister Robert Gates bekannt, dass die Truppenerhöhungen im Rahmen der "Surge" im Sommer ihren Höhepunkt erreichen würden. Er erwartete, dass die Aufständischen ihre Angriffe verstärken würden, um die US-Truppen zum Rückzug zu bewegen.
Gegen Ende des Monats wurde bekannt, dass das US-Militär mit einigen Gruppierungen der Aufständischen im Kontakt sei, um einen Waffenstillstand zu verhandeln. Zudem sagte das Militär, dass die Erfolge der "Surge" vermutlich erst nach dem September ersichtlich seien. Zuvor hatte das Militär angegeben, im September erkennen zu können, ob die Operation erfolgreich verlaufe.
Im Juni kam es zu einem Stillstand der US-Offensive. Die Zahlen getöteter Zivilisten und die Gewalt generell stieg weiterhin an. Nach einer Studie des US-Militärs hatten die Aufständischen inzwischen fast alle zuvor befreiten Ziele wieder unter ihre Kontrolle gebracht. Die US-Truppen und das irakische Militär wären nur in 146 von 457 Nachbarschaften in Bagdad in der Lage, die Bevölkerung zu schützen und dauerhaft zu kontrollieren. Somit war nur etwa ein Drittel der Hauptstadt unter der Kontrolle der Koalition. Die Befehlshaber der Koalition machten die hohe Zahl der Desertationen und Meutereien in der irakischen Armee dafür verantwortlich. Es wurde vermutet, dass viele Sicherheitskräfte zudem heimlich mit der Mahdi-Armee zusammenarbeiten würden und Angriffe auf die US-Truppen durchführen würden.
Ein weiteres Indiz dafür, dass die Erfolge der Operation Law and Order nur von kurzer Dauer waren gab ein neuer Bericht des US-Verteidigungsministeriums, nach dem die Zahl der täglich getöteten Zivilisten höher sei als vor der Operation. Im Juni kamen täglich etwa 100 irakische Zivilisten ums Leben. Zudem wurden etwa 1000 Angriffe der Aufständischen pro Woche gezählt, der Großteil davon gegen die US-Truppen gerichtet. Insofern seien die bisherigen Ziele der Truppenerhöhung verfehlt worden, was nach Einschätzung des Verteidigungsministeriums zu weiterem Widerstand im US-Kongress gegen die Aufstockung führen werde.

### Operation Phantom Thunder
US-Truppen und die irakische Armee starteten im Norden und Süden von Bagdad weitere Operationen, um flüchtige Aufständische zu fassen und ihre Rückzugsräume zu erobern. Die US-Truppen wollten den Vorteil des Eintreffens der letzten zusätzlichen Brigade im Rahmen der "Surge" ausnutzen und eine Großoffensive starten. Im Norden begann eine Operation gegen al-Qaida-Stellungen bei Bakuba in der Provinz Diyala, wo die Kämpfe bereits seit Monaten andauerten. Im Süden richtete sich die Operation gegen die Region Salman Pak und gegen Arab Jabour. Arab Jabour gilt als wichtiger Knotenpunkt für Aufständische, die Bagdad betreten wollen. Am Ende des ersten Tages der Teiloperation Operation Marne Torch waren zwei US-Soldaten sowie etwa 30 Aufständische gefallen. Etwa 200 Personen wurden von den Koalitionsstreitkräften festgenommen. Die Operation Phantom Thunder endete am 14. August. Große Gebiete um Bagdad herum konnten unter die Kontrolle der Koalition gebracht werden. Die schweren Kämpfe in Bagdad selbst setzten sich jedoch weiter fort.

### September
Ende September 2007 wurden vom US-Militär zwei Berichte herausgegeben, die den Erfolg der Operation Law and Order darstellen sollten. Am 20. September gab der US-General Raymond Odierno bekannt, dass die Gewalt in Bagdad im Zuge der Operation um etwa 50 % reduziert werden konnte. Auch die Zahl der Selbstmordanschläge war auf einen neuen Tiefststand gefallen. Zudem wurde am 30. September ein weiterer Bericht veröffentlicht, der einen dramatischen Abfall der Verlustzahlen der US-Armee erkennen ließ. Allerdings konnten auch diese Berichte den Widerstand gegen die umstrittene Truppenerhöhung nicht aushöhlen. Zudem hatten die Aufständischen am 21. September 2007 immer noch etwa 46 % von Bagdad unter ihrer Kontrolle.

### Mordanschlag auf polnischen Botschafter
Am 3. Oktober wurde der polnische Botschafter Ziel eines Mordanschlags. General Edward Pietrzyk war mit seinem Konvoi auf dem Weg zur Botschaft, als er in einen gut vorbereiteten Hinterhalt geriet. Der Konvoi wurde zuerst mit drei am Straßenrand versteckten Bomben attackiert, dann eröffneten die Aufständischen das Feuer. Im Zuge des Gefechts erlitt der Botschafter Verbrennungen an 20 % seiner Hautoberfläche, unter anderem im Gesicht und den Armen. Ein polnischer Soldat sowie zwei Zivilisten starben während des Angriffs, weitere elf Menschen wurden verletzt. Schließlich trafen Hubschrauber der Sicherheitsfirma Blackwater Worldwide ein, die den Botschafter und das restliche Personal evakuierte. Bei dem Angriff wurden insgesamt drei Panzerfahrzeuge zerstört.

## Ergebnisse
Im November 2007 gab der Sprecher der irakischen Truppen bekannt, dass aufgrund des Abfalls der Gewalt die Regierung 10 Straßen wieder öffnen könne, die zuvor aus Sicherheitsgründen gesperrt worden waren. Zudem sagte er, dass die Regierung die bereits neun Monate laufende Operation bald beenden werde. Zur selben Zeit sprach auch der irakische Ministerpräsident von klaren Erfolgen gegen die Gewalt in Bagdad.
Am 24. November 2007 wurde bekanntgegeben, dass 5000 Soldaten der 3rd Brigade, 1st Cavalry Division, aus der Provinz Diyala zurückgezogen werden könnten. Damit endete faktisch die sogenannte „Surge“ der US-Truppen und die Operation Imposing Law in Bagdad.
Zu Beginn der Operation im Februar hatten die Koalitionsstreitkräfte nur etwa 20 % von Bagdad unter ihrer Kontrolle. Nach Monaten schwerer Straßenkämpfe wurde die Stadt sicherer und die Koalition kontrollierte nun etwa 55 % der Stadt. Auch die täglichen Morde konnten fast komplett gestoppt werden, zu Beginn wurden täglich etwa 30 Leichen in Bagdad gefunden, im November nur noch sechs. Im August kontrollierte die Koalition erst 40 % der Hauptstadt, mit dem Waffenstillstand, der durch die Mahdi-Armee und weitere Gruppen erklärt wurde, konnte die Situation jedoch zu Gunsten der Koalition gedreht werden. Zum Ende der Operation war nur noch ein kleiner Bereich im südlichen Bagdad in der Hand der al-Qaida, und im Nordosten kontrollierte die Mahdi-Armee weiterhin den Stadtteil Sadr-City. Doch obwohl die Operation nun offiziell beendet war, gab es weitere Anschläge der Aufständischen. Am 23. November, einen Tag vor Ende der Operation explodierte auf einem Markt eine Bombe und tötete 15 Zivilisten. Es war der schwerste Anschlag seit zwei Monaten, da die schweren Kämpfe praktisch im September zum Erliegen gekommen waren. Insgesamt wurden während der Operation Imposing Law in Bagdad etwa 7500 Zivilisten getötet, weiterhin kamen auch etwa 1200 Aufständische um. Die Koalition verlor mehr als 870 Soldaten, davon waren 324 Mitglieder der US-Armee. Im Verlauf der Operation wurden mehr als 1000 US-Soldaten verwundet. Die Intensität der Kämpfe ist auch daran ersichtlich, dass auch vier Generäle der Koalition als Verlust verzeichnet werden mussten: Der irakische Brigadegeneral Kamal Thair wurde am 24. Juli im Kadmiya Bezirk getötet, zudem wurden ein amerikanischer, ein irakischer und ein polnischer General verletzt.